# 가와바타역
가와바타역(일본어: 川端駅)은 일본 홋카이도 유바리 군 유니정에 위치한 홋카이도 여객철도 세키쇼 선의 철도역이다. 역 번호는 K17이며, 단선 · 섬식의 형태를 합친 2면 3선 구조의 복합 승강장을 갖춘 지상역이다.

## 역 주변
- 국도 제274호선

## 역사
- 1894년 8월 1일 : 홋카이도 탄광 철도의 역으로서 오이와케 - 모미지야마 역 간에 개업. 일반역.
- 1900년 1월 16일 : 정거장 위치 변경에 수반해 거리 개정.
- 1906년 10월 1일 : 홋카이도 탄광 철도의 철도 노선 국유화에 의해, 일본국유철도로 이관.
- 1919년 4월 29일 : 홋탄 유바리 탄광의 습식 충전용 토사 굴착으로 인해, 이 역 구내 - 화산탄 채취장 간에 가와바타 전용 철도 약 1km개통.
- 1926년경 : 가와바타 전용 철도 폐지.
- 1981년 5월 25일 : 화물 · 소화물 취급 폐지. 무인화.
- 1987년 4월 1일 : 일본국유철도 분할 민영화에 의해, 홋카이도 여객철도가 승계.

## 인접 역
| 홋카이도 여객철도 세키쇼 선     | 홋카이도 여객철도 세키쇼 선 | 홋카이도 여객철도 세키쇼 선 |
| ------------------------------- | --------------------------- | --------------------------- |
| K 15 오이와케 미나미치토세 방면 | ■ 세키쇼 선                 | 다키노우에 K 18 신토쿠 방면 |